# Гиппократ Хиосский
Гиппократ Хиосский (Ἱπποκράτης, лат. Hippocrates; вторая половина V в. до н. э.) — древнегреческий математик и астроном.
Гиппократ родился на острове Хиос. В молодости он занимался торговлей, но не преуспел в ней. Разорившись, Гиппократ приехал в Афины, где вскоре стал прославленным математиком.

## Геометрия
Основная научная заслуга Гиппократа — составление первого полного свода геометрических знаний. Он назвал его «Начала», основав тем самым традицию, которой позже следовали Евклид и многие другие учёные. Ван дер Варден предполагает, что гиппократовы «Начала» охватывали материал примерно в объёме I—IV книг «Начал» Евклида.

Гиппократовы луночки

Несколько отрывков этого труда дошли до наших дней в комментариях Симпликия (VI век н. э.) к Аристотелю. Здесь исследуются так называемые гиппократовы луночки — серповидные фигуры, ограниченные двумя дугами окружностей. С помощью таких луночек Гиппократ пытался решить проблему квадратуры круга. Он нашёл три вида луночек, для которых можно построить равновеликий квадрат, но решить задачу в общем виде ему не удалось. В XIX веке было доказано, что с помощью циркуля и линейки квадрировать круг невозможно.
Гиппократ занимался также другой знаменитой задачей древности — удвоением куба. Он свёл её к задаче на вставку между двумя данными отрезками двух средних в непрерывной пропорции.

## Астрономия
Сохранились также размышления Гиппократа о природе Млечного Пути и комет. Представление Гиппократа и его ученика Эсхила о кометах, переданные Аристотелем, является замечательным образцом научного прозрения: «хвост не принадлежит самой комете, но она иногда приобретает его, блуждая в пространстве, потому что наш зрительный луч, отражаясь от влаги, увлекаемой за кометой, достигает Солнца. Комета в отличие от других звёзд появляется через очень большие промежутки времени, потому, дескать, что она отстаёт [от Солнца] чрезвычайно медленно, так что, когда она появляется вновь в том же самом месте, ею проделан уже полный оборот». В этом высказывании утверждается в противоположность представлениям самого Аристотеля космическая природа комет, периодичность их движения и даже физическая природа кометного хвоста, который, как показали исследования с помощью космических аппаратов, действительно в значительной степени состоит из газообразной воды.